# Robert Sankara
Robert Sankara (sinh ngày 18 tháng 2 năm 1985) là một cầu thủ bóng đá người Burkina Faso thi đấu cho South African club Free State Stars, ở vị trí Trung vệ

## Sự nghiệp câu lạc bộ
Sinh ra ở Abidjan, Bờ Biển Ngà, Sankara từng thi đấu bóng đá cho Stade d'Abidjan, ASEC Mimosas, Denguélé, Al-Hilal và Free State Stars.

## Sự nghiệp quốc tế
Anh ra mắt quốc tế cho Burkina Faso năm 2012.